# Битва за далматинські протоки (1991)

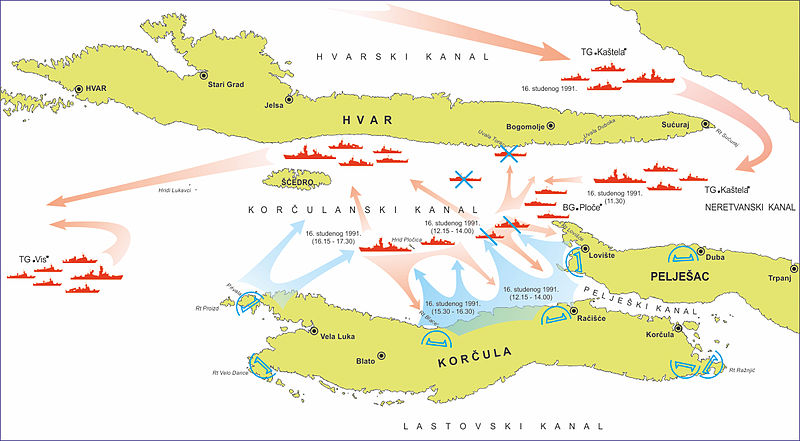
Карта останньої фази битви (бій за Корчуланську протоку 16 листопада)

Битва за далматинські протоки, Битва за далматинські канали  (англ. Battle of the Dalmatian channels) — триденне збройне протистояння між береговою обороною ВМС Хорватії та значно чисельнішими силами ЮНА в складі двох оперативних з'єднань ВМС Югославії вздовж острова Шолта, морського порту Спліт та островів Брач, Хвар і Корчула, яке відбувалося з 14 по 16 листопада 1991 року. Бої переросли в трифазну битву, розпочату нападом на югославський патрульний катер PČ-176 Mukos біля берегів Шолти, продовжену обстрілом району Спліта оперативними з'єднаннями ВМС «Каштела» і «Віс», та закінчену раптовим ударом із засідки по оперативному з'єднанню «Каштела» хорватської берегової артилерії вздовж Корчуланської протоки.

## Передумови
Головні югославсько-хорватські воєнні дії на морі перемістилися з Далмації до Дубровника і південного хорватського узбережжя. Для того, щоб узяти цей район у блокаду, югославський військовий флот посилив контроль на основних морських шляхах з інших портів Хорватії. Дійсно, в перші дні листопада двічі між Брачем та Корчулою було зупинено конвой з 40 невеликих суден на чолі з поромом «Славія»,  а 11 листопада каботажне судно під мальтійським прапором «Euro River» з хорватським екіпажем на облавку було потоплено в результаті артобстрілу біля берегів Шолти.  На той час президент Франьо Туджман створив 11 вересня новий хорватський флот,  який через кілька днів зібрав під своїми прапорами 29 невеликих військово-морських кораблів з незадовго до цього захопленої хорватами бази югославського ВМФ у Шибенику.  Одначе кістяк берегової оборони становили вогневі позиції морської артилерії на узбережжі і островах.  Тим часом, югославський ВМФ розгорнув три оперативні з'єднання навколо центральної Далмації зі своїх баз на островах Віс і Ластово. Оперативне з'єднання «Каштела» складалося з фрегата RF-31 «Спліт», двох швидкохідних бойових ракетних катерів класу «Кончар», одного ракетного катера класу «Оса», одного торпедного катера класу «Шершень» та двох патрульних катерів класу «Мірна». Оперативне з'єднання «Віс» мало у своєму складі фрегат РФ-34 «Пула», два ракетні катери класу «Кончар» і три патрульні катери. До склади третьої і меншої оперативно-тактичної групи «Плоче» входив один ракетний катер класу «Кончар», два — класу «Оса» і три мінні тральщики. 

## Хід битви

### ПідривсторожовикаПЧ-176 «Мукос»

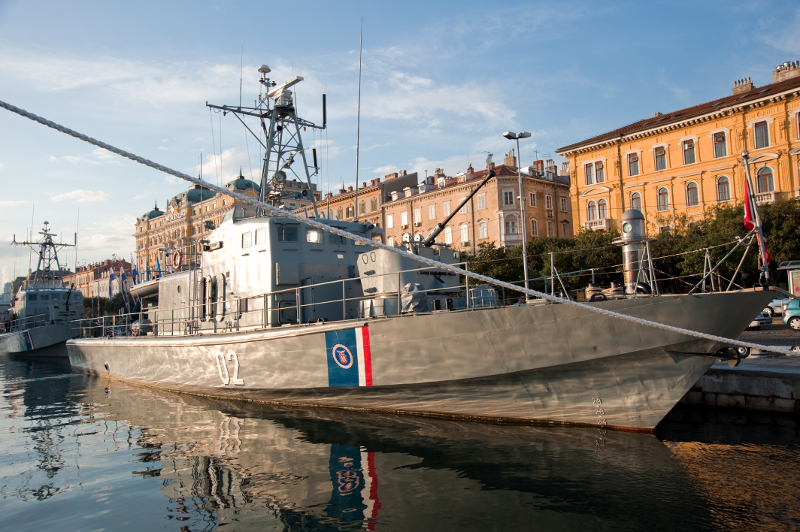
ХРМ ОБ-02 Шолта (колишній ПЧ-176 Мукос)

14 листопада оперативне з'єднання «Каштела» забезпечувало блокаду Спліта з моря, тоді як споріднене з'єднання «Віс» перебувало в резерві навколо острова Хвар. Оперативно-тактична група «Плоче» на той час значною мірою залишалася осторонь бойових дій.
О 17:34 сторожовик PČ-176 Mukos під час патрулювання між островами Шолта та Брач було вражено підводним вибухом під носовою частиною, спричиненим або наскоком на міну, або влученням саморобною торпедою, випущеною Хорватськими військово-морськими силами. Три югославські моряки загинули. Інший корабель оперативно-тактичної групи «Каштела», торпедний катер TČ-224 Pionir II, було вислано на порятунок екіпажу ушкодженого сторожовика. Тих членів екіпажу, що залишилися в живих, було врятовано о 18:10, а облишений екіпажем сторожовик понесло за течією з зануреним у воду носом. Згодом це судно було взято на буксир місцевими рибалками з Шолти і витягнуто на берег в затоці села Стоморська. Через деякий час буксиром хорватської компанії «Бродоспас» сторожовик відтранспортували в Шибеник, де на місцевій корабельні його було відновлено, а згодом включено до складу хорватського військово-морського флоту під назвою ОБ-62 «Шолта», а з 2008 р. бортовий номер змінено на ОБ-02.
Решта кораблів «Каштели» незабаром стали мішенню для хорватських гармат, розміщених на Брачі і Шолті. На це кораблі відповіли обстрілом невеликих сіл Стоморська та Милна. У той самий час оперативно-тактичній групі «Віс» на чолі з фрегатом «Пула» було наказано просуватися до південної частини островів з метою вступити в бій, який триватиме цілу ніч. За словами командира Ілії Брчича, який перебував на борту «Пули», його кораблі, наблизившись на 7-8 миль до Шолти, були обстріляні 88-міліметровими береговими гарматами. Брчич стверджує, що вони відкрили вогонь у відповідь з «Пули» 76-міліметровою гарматою АК 726. «Пула» також випустила чотирма бортовими залпами з РБУ-6000 реактивні глибинні бомби, будучи за межами дійсного вогню: просто як демонстрацію сили. Хорватські джерела твердять, що на Брач і Шолту впало 800 снарядів, влучаючи в житлові та сільськогосподарські будівлі, але без жертв.
На додачу до артилерійських частин, хорватський ВМФ задіяв на західному узбережжі острова Брач морські командос, оснащені катерами.

### Обстріл Спліта
У помсту за втрату сторожовика командування югославського МВФ вирішило обстріляти обрані цілі в межах міста Спліт. Операцію доручено провести оперативному з'єднанню «Каштела».
О 6:42 15 листопада фрегат «Спліт» дав команду іншим суднам відкрити вогонь. Вони влучили в поромне судно «Владимир Назор», пошкодивши його та вбивши двох членів його екіпажу. Інший пором «Бартол Кашич» також постраждав від багатьох влучень. У самому Спліті гарматний вогонь пошкодив ратушу, Археологічний музей, технікум і міський спортивний центр. Старі хорватські берегові гармати під командуванням адмірала Свето Летиці відповіли зосередженими залпами, які, за донесеннями, досягли «Спліту» та інших військових кораблів. Кінець кінцем, флотилія відійшла на схід, після того, як розставлені міни завадили їй пройти коротшим південним маршрутом назад до своєї бази на Вісі.

О 9:30 шість винищувачів Соко J-21 Ястреб здійснили бойовий виліт проти хорватської артилерії, всіляко намагаючись підтримати відхід оперативного з'єднання «Каштела» через Неретванський канал. Хорватська зенітна артилерія з Брача доповіла, що збила два винищувачі.  Сербські джерела повідомили про втрату одного «Ястреба» над морем 15 листопада і порятунок пілота своїм ВМФ, але не розкрили точне місце пригоди.

### Бій у Корчуланській протоці
Оперативне з'єднання «Каштела» під час свого відступу з Сплітської протоки приєдналося до трьох тральщиків з оперативно-тактичної групи «Плоче». Надвечір 15 листопада збиралося на бурю. На ранок 16 листопада буря переросла в ураганний вітер юго, що змусив частину суден флоту стати на якір у бухті Бездія біля Ловіште, а більшість з них заночувала в глибокій бухті на острові Хвар. Після того, як 2 тральщики знайшли прихисток від шторму в бухті Ловіште, від командування ВМС Хорватії надійшов наказ відкрити вогонь по кораблях ВМФ Югославії у випадку потрапляння їх у зону досяжності хорватської берегової артилерії. 
Попри шторм, вранці 16 листопада ескадра в складі дев'ятьох кораблів зі з'єднань «Каштела» і «Плоче» попливла в напрямку Корчуланської протоки, де вони зустрілися з оперативним з'єднанням «Віс». Об 11:00 військові кораблі, перебуваючи між Хваром та Ловіште з тральщиками на чолі, потрапили в засідку, влаштовану хорватською береговою артилерією. Спеціально розміщені біля Ловіште 76-міліметрові гармати накрили тральщики своїми першими залпами, враховуючи їхню низьку швидкість. Мінно-тральному кораблю ML-143 Іж поцілили в ніс, а судно аналогічного класу ML-144 Оліб зазнало важких пошкоджень у машинному відділенні.О 15:30 фрегат Спліт відповів шквалом артилерійського вогню по берегових гарматах між Блаца (північною ділянкою Корчули) та Рачишчем. Хорватські артилеристи завчасно подбали про укриття, що дозволило їм перенести обстріл без жертв. Батарея біля Блаца майже пропустила «Спліт» та інше судно, поки оперативне з'єднання «Каштела» перегруповувалося в районі острова Шчєдро. Третій тральщик, ML-153 Блітвеніца, охопило полум'я після пробоїни 120х70 см, залишеної снарядом на її лівому борті. Батарея біля Ловіште випустила загалом 76 снарядів, тоді як гармати Блаца випустили 36. Батарея 85-міліметрових гармат на косі Прівала (за 6,2 км від Велої Луки в західній частині острова Корчула) зробила 11 пострілів по «Спліту», після того як була обстріляна цим кораблем і фрегатом «Пула», які чекали зустрічі з оперативним з'єднанням «Каштела» на іншому боці каналу. Між тим, ML-143 затонув біля берегів Шчєдро, а його екіпаж було переведено на інше судно, тоді як ML-144 сів на мілину в бухті Торац, на південному узбережжі Хвара. Кінець кінцем, югославський флот під покривом густого туману та присмерку недалекої вже ночі відійшов до Віса і Ластово,  і невдовзі після цього, о 18:00, було підписано перемир'я.

## Наслідки
Югославський флот більше не наважувався виходити за межі Віса аж до свого остаточного виведення в Боку Которську в грудні цього року. Головнокомандувач Югославської армії в Далмації генерал Младенич визнав, що в цих бойових діях було вбито 22 матроси, а 6 цивільних осіб та два хорватські моряки загинули під час обстрілу Спліта з моря. Бій убезпечив морські шляхи між портами Далмації і поклав край югославським військово-морським операціям у центральній Адріатиці. Офіцер хорватських ВМС у відставці Степан Бернардич запропонував відзначати 15 листопада як день хорватського військово-морського флоту, таким самим чином, як 22 жовтня святкується у Великій Британії після Трафальгарської битви або 10 травня в Італії після потоплення австро-угорського лінкора «Сент Іштван» під час Першої світової війни.

## Галерея

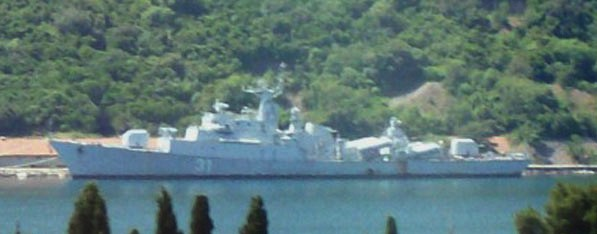
Югославський фрегат VPBR-31Спліт, провідна одиниця оперативного з'єднання ВМС «Каштела»
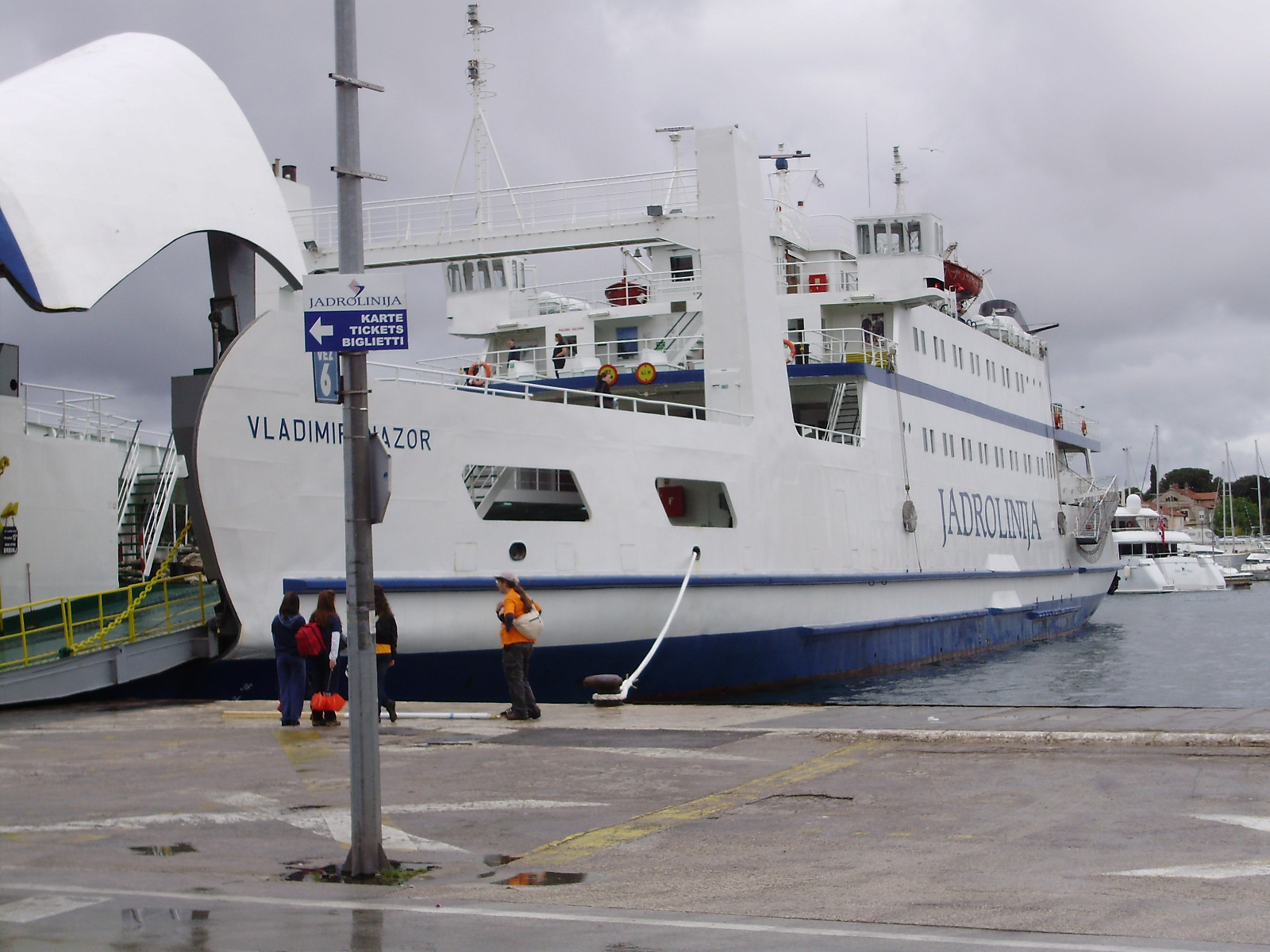
Хорватське поромне судно «Владимир Назор» у 2010 році. Було пошкоджене оперативним з'єднанням «Каштела» під час обстрілу Спліта.
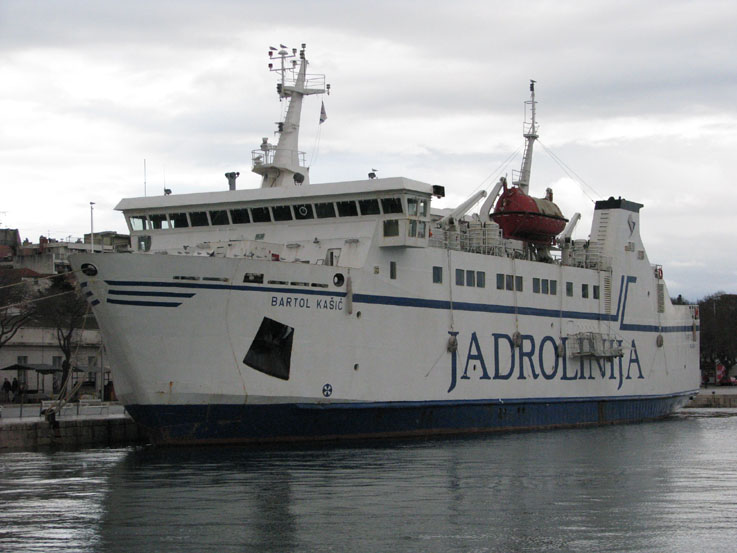
Хорватське поромне судно «Бартол Кашич» у 2009 році. Було пошкоджене оперативним з'єднанням «Каштела» під час обстрілу Спліта.
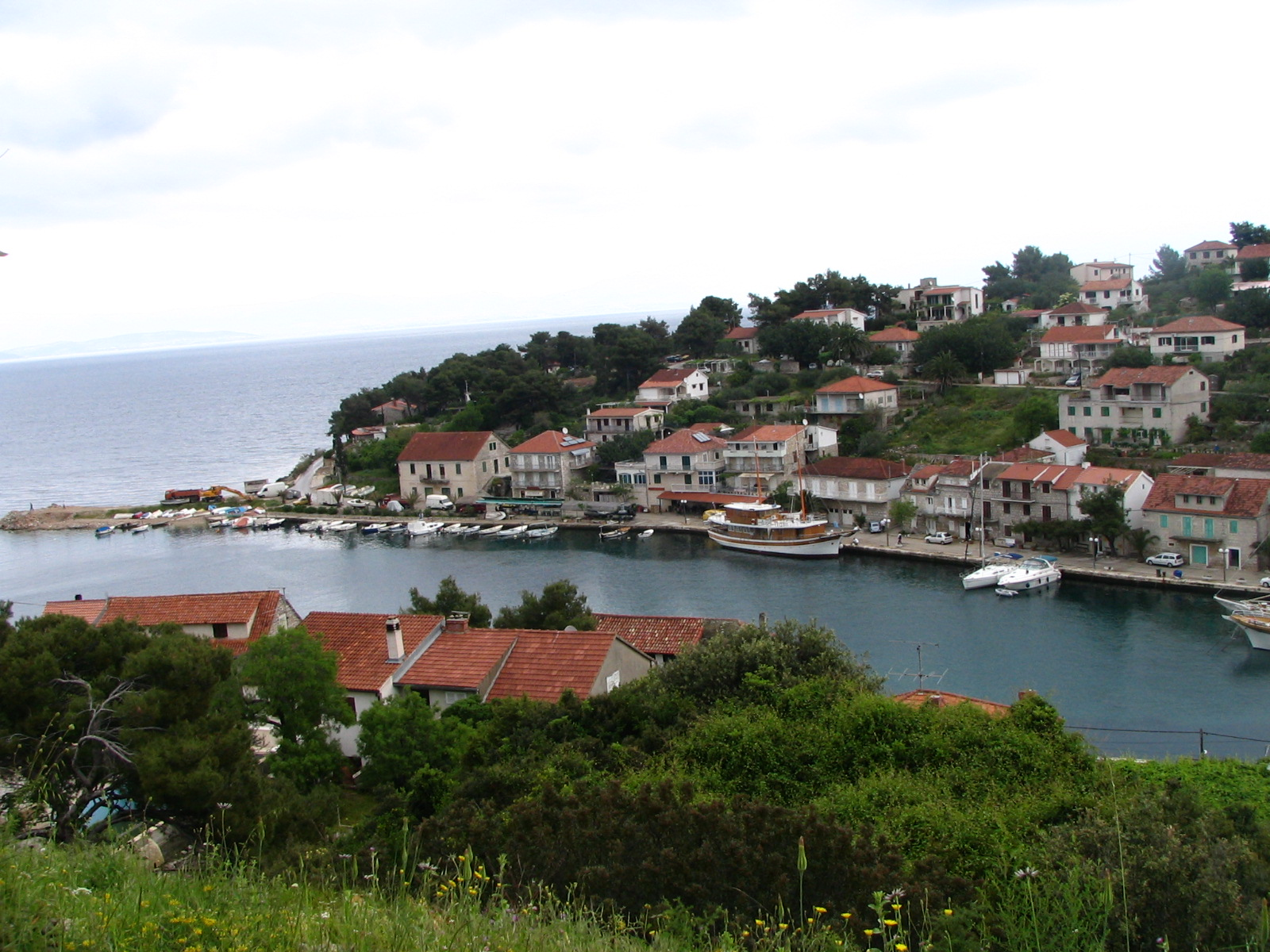
Село Стоморська на острові Шолта, що стало мішенню югославського флоту 14 листопада 1991 р.